# Stöcketeich
Der Stöcketeich ist kleiner Teich von etwa 75 × 60 m Größe im Stadtwald von Wolfhagen im nordhessischen Landkreis Kassel und im Naturpark Habichtswald.
Er befindet sich etwa 4 km südwestlich der Kernstadt von Wolfhagen und 2,5 km nordwestlich des Wolfhager Stadtteils Leckringhausen in dem idyllischen Tal des Siegenbachs, der hier am sogenannten Breitzmanns-Eck zum rundum von Wald umgebenen Teich aufgestaut ist. Naturräumlich liegt er im westlichen Langen Wald (Nr. 340.13), in der Ostabdachung des Waldecker Waldes (Nr. 340.1).

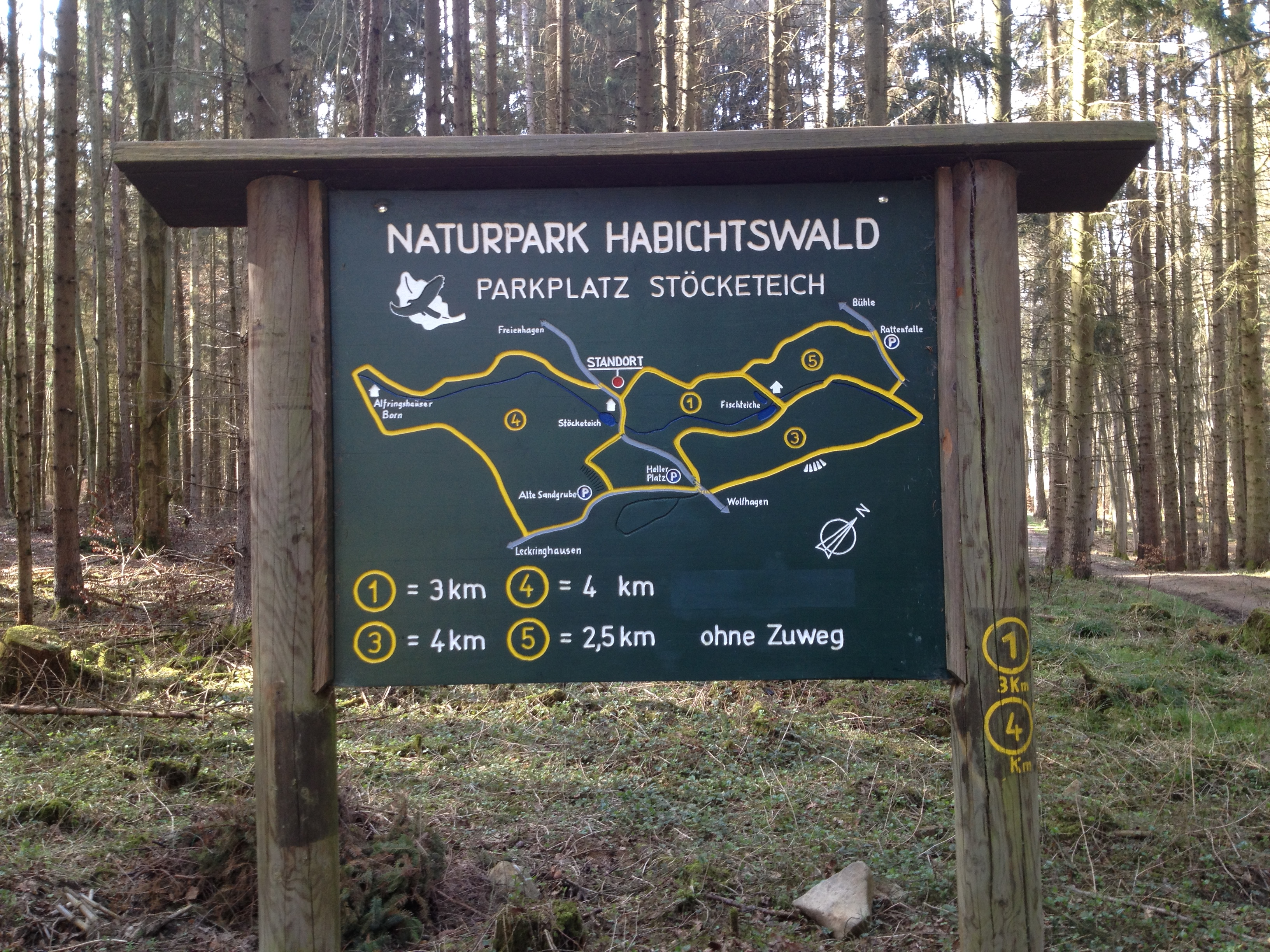
Wandertafel am Stöcketeich

Etwa 800 m südlich des Stöcketeichs liegt die Wüstung Alveringhausen und 900 m nördlich befindet sich die Wüstung Bodenhausen, beide am Siegenbach.
Der Teich liegt an einem gut zum Wandern geeigneten Forstweg, der an der Hans-Staden-Straße im Südwesten von Wolfhagen beginnt und vom Stöcketeich weiter nach Südwesten zum Jeppentech am Dusebach geht. Etwa 60 m nördlich des Teichs steht eine Schutzhütte für Wanderer und Radwanderer. Der 13,5 km lange Rundwanderweg H7 („Im Land der Riesen“), eine der acht Extratouren des Habichtswaldsteigs, führt am Stöcketeich vorbei.
Baden im Teich ist nicht erlaubt.